# The Incredible String Band
The Incredible String Band, kurz ISB, war eine schottische Folkmusik-Band aus Glasgow.

## Geschichte
Die Gruppe wurde von Robin Williamson, Mike Heron und Clive Palmer 1965 in Glasgow gegründet. Alle drei waren damals junge schottische Folkmusiker. Clive Palmer verließ die Gruppe nach dem ersten Album und gründete später Clive’s Original Band und The Famous Jug Band.
Ihre ersten Auftritte hatten sie im Glasgower Incredible Folk Club, dessen Besitzer Clive Palmer war. Hiervon rührte ein Teil ihres Bandnamens und ein Gutteil ihrer musikalischen Tradition: Die Folk-Bewegung auf den britischen Inseln erlebte zu diesem Zeitpunkt einen Höhepunkt.
So lässt sich denn auch ihr (noch karg instrumentiertes) Debütalbum The Incredible String Band in die britische Folkmusik der 1960er Jahre einordnen. Sie bekamen beim damaligen amerikanischen Folklabel Elektra Records einen Plattenvertrag. Joe Boyd wurde ihr Produzent und blieb es für die nächsten Alben.
Ab ihrer zweiten Platte vermengten Heron und Williamson bis dahin nie verbundene Musikstile miteinander: Englische Folkmusik stieß auf indische Melodien, afrikanische Klänge vermischten sich mit traditionellem Blues. Obendrein begleiteten sie ihre teils ohnehin schwer verständlichen Texte oft mit ungewohnter Instrumentierung und Stilbrüchen; nicht immer zum Wohlgefallen der Folk-Anhänger jener Zeit. Hintergrundsängerinnen und Mitspieler waren ab 1968 Licorice McKechnie und Rose Simpson: McKechnie mit Gesang und Schlagzeug, Simpson mit Gesang, Bass und Violine.
Zu dieser Zeit hatte die amerikanische Flower-Power-Bewegung Europa erreicht. Davon konnte die ISB stark profitieren, und so veröffentlichte sie einige Alben mit fantasievollen, mystischen Geschichten, untermalt von Klangaufschichtungen exotischer Instrumente und oft kindhaften (Heron) oder drogenbeeinflussten (Williamson) Gesängen.
Als Höhepunkt und Meisterwerk dieses Stils gilt die 1968 erschienene LP The Hangman’s Beautiful Daughter mit extravaganten Titeln wie Koeeoaddi There oder Waltz of the New Moon. 1969 nahm die Band am Woodstock-Festival teil, wurde aber weitgehend ignoriert.
Ihre Rockpantomime U, 1970 entstanden, wurde mit Gastmusikern und -schauspielern auf Tourneen in Amerika und Europa aufgeführt.
Ab 1971 veröffentlichten Heron und Williamson jeweils Soloalben. McKechnie und Simpson verließen die Band, Malcolm Le Maistre kam als Sänger hinzu. Der frühere Erfolg der Band, der stark an die Hippiebewegung geknüpft war, stellte sich im gewandelten Gesellschaftsklima der 1970er Jahre nicht mehr ein, so dass sich die Truppe nach einigen wenig erfolgreichen Alben 1974 auflöste.
Williamson ging in die USA, um dort weiter dem Musikgeschäft nachzugehen, Heron blieb in Schottland und veröffentlichte einige Platten. Simpson wurde 1994 Bürgermeisterin von Aberystwyth, der Verbleib von McKechnie ist unbekannt.
1997 gab es eine Wiedervereinigung für zwei Konzerte zusammen mit Robins Frau Bina Williamson und Lawson Dando sowie ab 1999 vereinzelte Konzerte mit Clive Palmer. Das Konzert vom 17. und 18. August 2000 im Bloomsbury Theatre London wurde teilweise auf CD veröffentlicht. Clive Palmer starb im November 2014 im Alter von 71 Jahren.

## Diskografie
Alben
- 1966: The Incredible String Band (Elektra Records) mit Clive Palmer
- 1967: 5000 Spirits or the Layers of the Onion (Elektra Records)
- 1968: The Hangman’s Beautiful Daughter (Elektra Records)
- 1968: Wee Tam (WEA International Inc)
- 1968: The Big Huge (WEA International Inc)
- 1968: Wee Tam & The Big Huge (Elektra Records)
- 1969: Changing Horses (Elektra Records)
- 1970: I Looked Up (Elektra Records)
- 1970: U (Elektra Records)
- 1970: Be Glad for the Song Has No Ending (Island)
- 1971: Liquid Acrobat as Regards the Air (Island)
- 1972: Earthspan (Island)
- 1973: No Ruinous Feud (Island)
- 1974: Hard Rope & Silken Twine (Island)
- 1976: Seasons They Change (Island)
- 1971: Relics of the ISB (Elektra Records)
- 1997: The Chelsea Sessions 1967 (Mooncrest)
- 1997: Live in Concert (BBC Radio 1 1971/72) (Strange Fruit)
- 1997: On Air (BBC Recordings 1970) (Strange Fruit)
- 1998: Bloomsbury 1997 (Pig’s Whisker Music)
- 1998: First Girl I Loved (Mooncrest)
- 2001: Bloomsbury 2000 (Pig’s Whisker Musik)
- 2004: Everything’s Fine (Secret Records Ltd)
- 2005: Nebulous Nearnesses (Quadrant Records)
- 2005: The Circle Is Unbroken: Live and Studio 1967-1972 (Castle Music)
- 2007: Across the Airwaves (BBC Broadcast Recordings 1969–1974) (Hux)
- 2008: Tricks of the Senses (Hux)
- 2011: Live at the Fillmore 1968 (Hux)